# Cornod
Cornod é uma comuna francesa na região administrativa de Borgonha-Franco-Condado, no departamento de Jura. Estende-se por uma área de 13,99 km². Em 2010 a comuna tinha 221 habitantes (densidade: 15,8 hab./km²).